# 大塚国夫
大塚 国夫（おおつか くにお、1933年〈昭和8年〉8月15日 - 1989年〈平成元年〉6月9日）は、日本の男性俳優、声優。劇団青年座に所属していた。本名は大塚 国男（読み同じ）。

## 経歴
新潟県南魚沼郡石打村（現在の同県南魚沼市）出身。実家は印刷業を経営していた。幼少期から東京で育ち、東京都立九段高等学校卒業後、1953年に俳優座養成所5期生として入り、1956年、養成所卒業とともに劇団青年座に入団。
同年、東宝の稲垣浩監督映画『囚人船』の新人募集に合格し映画デビュー。完成後の同年9月、東宝に入社したため一時問題となったが、そのままの形で多数の作品に出演した。1962年、東宝を退社した後も映画、テレビドラマに多数出演していたが、後年になると青年座を拠点とした舞台活動を中心に活躍するようになり、多数の作品で主演を務めた。
1989年6月9日、副腎癌のため死去した。満55歳没。大塚の死後、文藝春秋より伝記『告知せず ガンで夫との愛の深さを知った妻たちの四季』が1991年8月30日に発売された。

## 出演作品

### テレビドラマ
- 日立劇場 母の初恋（TBS、1961年）
- 花の番地（TBS、1962年 - 1963年） - 菊地
- バラ色夫婦（テレビ朝日、1962年 - 1964年） - 入江太郎
- 戦友（テレビ朝日、1963年 - 1964年） - 加賀二等兵
- うず潮（NHK、1964年 - 1965年） - 森先生
- 泣いてたまるか「ああ軍歌」（TBS、1967年）
- 特別機動捜査隊 （1967年、NET / 東映）
- でっかい青春 第15話「初恋試験」（日本テレビ、1968年）
- 風 第32話「今千姫」（TBS、1968年）
- キイハンター　第17話「まだ殺しは終わらない」（TBS、1968年）
- 大坂城の女（フジテレビ、1970年） - 徳川秀忠
- ありがとう（TBS、1970年） - 史代の兄
- 日本怪談劇場 第2話「怪談牡丹灯篭 鬼火の巻」、第3話「怪談牡丹灯篭 蛍火の巻」（東京12チャンネル、1970年）- 源次郎
- 鬼平犯科帳 第56話「金太郎そば」（1970年、NET / 東宝） - 金屋伊太郎
- 火曜日の女シリーズ 逃亡者－この街のどこかで－（1970年、大映テレビ室・日本テレビ） - 犬飼
- 新・平家物語（NHK、1972年） - 俊寛
- 変身忍者 嵐 第23話「恐怖怪談！ 呪われた狼男は誰だ!!」（テレビ朝日、1972年） - 黙兵衛
- おこれ!男だ第8話(日本テレビ、1973年)
- 追跡 第15話「灰色の天使」（フジテレビ、1973年）
- 水戸黄門 第4部 第35話「旅こそ人生」（1973年、TBS / C.A.L） - 中山源三郎
- 大江戸捜査網 第4シリーズ 第50話「血染の蛇の目傘」（東京12チャンネル、1974年）
- 太陽にほえろ! 第60話「新宿に朝は来るけれど」（日本テレビ、1974年） - 中原和己
- ユタとふしぎな仲間たち（NHK、1974年） - マモル先生
- 美しき罠（日本テレビ、1976年）
- 事件(秘)お料理法 第7話（関西テレビ、1977年）
- 新・必殺からくり人 第1話「東海道五十三次殺し旅 日本橋」（テレビ朝日、1977年）- 三田屋清造
- 西遊記 第1シリーズ 第10話「哀しき王妃 二人の玄奬」（日本テレビ、1978年） - 鳥鶏国の国王
- 草燃える（NHK、1979年） - 慈円
- 黄金の犬（日本テレビ、1980年）
- サンキュー先生（テレビ朝日、1980年-1981年） - 石松朝日
- 池中玄太80キロII 第8話「子のこころ親知らず」（1981年、日本テレビ） - 校長先生
- ザ・ハングマンII 第2話「女王がなめた苦い水」（1982年） - 岡田編集長
- おゆう（TBS、1983年） - 太一郎
- ザ・サスペンス 第85話「遠野殺人事件」、第99話「回転ドアの女」（TBS、1983年・1984年）
- ニュードキュメンタリードラマ昭和 松本清張事件にせまる「三億円事件の犯人は？」（テレビ朝日、1984年）
- 美人殺しシリーズ 第4作「若妻殺し」（テレビ朝日、1984年）
- スケバン刑事 第21話・第22話（フジテレビ、1985年） - 矢崎
- ドラマ女の手記「手さぐりの旅路」（テレビ東京、1986年）
- 白虎隊（日本テレビ、1986年） - 伊東祐順
- 土曜ワイド劇場 第496話「美しい女相続人のさけび」（テレビ朝日、1987年）
- 長七郎江戸日記 第2シリーズ第20話（日本テレビ、1988年） - 小松屋徳三郎
- 代議士の妻たちII 第6話（TBS、1989年）

### 映画
- 囚人船（1956年） - 綾部建次
- 嵐（1956年） - 水沢次郎
- 早く帰ってコ（1957年） - 岡田勤
- 柳生武芸帳（1957年） - 青木小次郎
- 別れの茶摘歌（1957年） - 野沢秀雄
- 「元禄忠臣蔵 大石最後の一日」より 琴の爪（1957年） - 仇討の丁稚
- 初恋物語（1957年） - 富崎昇助
- 遙かなる男（1957年） - 柴田陽一
- 二人だけの橋（1958年） - 秀野
- 鰯雲（1958年） - 順三
- 裸の大将（1958年） - よっちゃん
- 大学のお姐ちゃん（1959年） - 二宮君
- コタンの口笛（1959年） - 畑中幸次
- 恐るべき火遊び（1959年） - 南条
- 山のかなたに（1960年） - 高校三年生
- 羽織の大将（1960年） - 赤坂
- 夜の流れ（1960年） - 池田
- 銀座の恋人たち（1961年） - 健次
- 南の風と波（1961年） - 井上恒男
- 特急にっぽん（1961年） - 営業所の男
- 妻として女として（1961年） - 青木
- 真紅の男（1961年） - Gメン
- 野盗風の中を走る（1961年） - 若者佐助
- 太平洋奇跡の作戦 キスカ（1965年） - 茂木中尉[5]
- 涙になりたい（1966年） - 椎名一郎
- 九尾の狐と飛丸（1968年） - 頼道
- 荒い海（1969年） - 白井ドクター
- 旅の重さ（1972年） - ママの男
- 混血児リカ（1972年） - 吉川老人
- 球形の荒野（1975年）
- 教師女鹿（1978年） - 柏木剛介
- 北斎漫画（1981年） - 蔦屋重三郎
- アウシュビッツ 愛の奇跡 コルベ神父の生涯（1981年） - 解説者
- 首都消失（1987年）
- 釣りバカ日誌（1988年） - 福間人事部長

### 吹き替え

#### 映画
- 愛の嵐（ベルト・ダンサー）※日本テレビ版（BD収録）
- 大いなる遺産（ピップ / フィリップ・ピリップ〈ジョン・ミルズ〉）※NHK版
- コレクター（フレディー・クレッグ〈テレンス・スタンプ〉）※TBS版
- ゴッドファーザー（フレデリコ・“フレド”コルレオーネ〈ジョン・カザール〉）※日本テレビ「水曜ロードショー」版
- ゴッドファーザー PART II（フレデリコ・コルレオーネ〈ジョン・カザール〉）※日本テレビ「水曜ロードショー」版
- 血闘（スカラムーシュ）（アンドレ・モロー〈スチュワート・グレンジャー〉）
- 三人姉妹（アレクサンドル・ヴェルシーニン中佐〈レフ・イヴァーノフ〉）
- 青春の宿（オリヴァー・ブラッドフォード〈ロバート・ヤング〉）
- 戦争と平和（ピエール・ベスーホフ〈セルゲイ・ボンダルチュク〉）
- 時の終わりまで（クリフ・W・ハーパー〈ガイ・マディソン〉）
- ハムレット（ルシアナス）
- モモ（マイスター・ホラ〈ジョン・ヒューストン〉）※VHS版
- ワーニャ伯父さん（アーストロフ医師〈セルゲイ・ボンダルチュク〉）

### ラジオドラマ
- 日本沈没（NHK-FM、1980年） - 中田一成
- ベルリンが歌っていた（1986年11月22日、NHK） - ヨハン
- 七草なずな（NHK-FM、1987年）
- ミステリーゾーン 羽根の折れた天使（TBSラジオ、1987年）

## 関連人物
- 五十嵐暁郎 - 政治学者。同郷かつ高校の後輩。
- 石塚泰久 - 防衛官僚。同上。